# Pjotr Alexandrowitsch Rehbinder
Pjotr Alexandrowitsch Rehbinder  (russisch Пётр Александрович Ребиндер) (* 21. Septemberjul. / 3. Oktober 1898greg. in Sankt Petersburg; † 12. Juli 1972 in Moskau) war ein sowjetischer Wissenschaftler. Nach ihm wurde der Rehbinder-Effekt benannt.

## Herkunft
Pjotr Alexandrowitsch Rehbinder entstammt einer weitverzweigten deutsch-baltischen Familie. Sein Urgroßvater Pawel Maximowitsch (russisch Павел Максимович Ребиндер, 1803–1866) war Jurist im russischen Kriegsministerium. Dessen Bruder Alexei Maximowitsch (russisch Алексей Максимович Ребиндер, 1795–1869) war russischer Generalleutnant und Unternehmer. Beider Vater war Otto Friedrich von Rehbinder (* 1750) aus Livland, der mit Übertritt zum orthodoxen Glauben den Namen Максим Карлович Ребиндер annahm.

## Leben
1924 schloss Rehbinder das Studium an der physikalisch-mathematischen Fakultät der Universität Moskau ab. 1929 wurde er Professor am Moskauer Karl-Liebknecht-Institut, 1933 korrespondierendes und 1946 ordentliches Mitglied der Akademie der Wissenschaften der UdSSR.
Während des Deutsch-Sowjetischen Krieges forschte Rehbinder für die Rüstung der Roten Armee. Nach dem Krieg war er neben der Forschung auch in führenden Gremien des Staatsapparates mit der Wissenschaftsorganisation befasst.
Rehbinder veröffentlichte mehr als 500 wissenschaftliche Artikel. 1928 beschrieb Rehbinder erstmals ein physikalisch-chemisches Phänomen, das nach ihm heute „Rehbinder-Effekt“ genannt wird.

## Rehbinder-Effekt
Der Rehbinder-Effekt beschreibt die Änderung der mechanischen Eigenschaften eines Werkstoffs unter dem Einfluss grenzflächenaktiver chemischer Substanzen, die an der Oberfläche absorbiert wurden. Man spricht von einem Rehbinder-Effekt, falls die Festigkeit im plastischen Bereich herabgesetzt wird. Das wird zum Beispiel ausgenutzt durch Zugabe von Tensiden beim Bohren und Schneiden von Werkstoffen. Rehbinder beobachtete dies bei bestimmten Metalldrähten in Paraffin, das etwas Ölsäure enthielt.

## Auszeichnungen
- 1942 – Stalinpreis, 2. Stufe für chemische Wissenschaften
- 1945 – Orden des Vaterländischen Krieges I. Klasse
- 1954 – Leninorden
- 1965 – Ehrendoktor der Bergakademie Freiberg
- 1966 – Ehrenmitglied des Allunionsverbandes der Philatelisten der UdSSR
- 1967 – korrespondierendes Mitglied der Akademie der Wissenschaften der DDR
- 1968 – Leninorden
- 1968 – Held der sozialistischen Arbeit